# Polizistenmord von Heilbronn

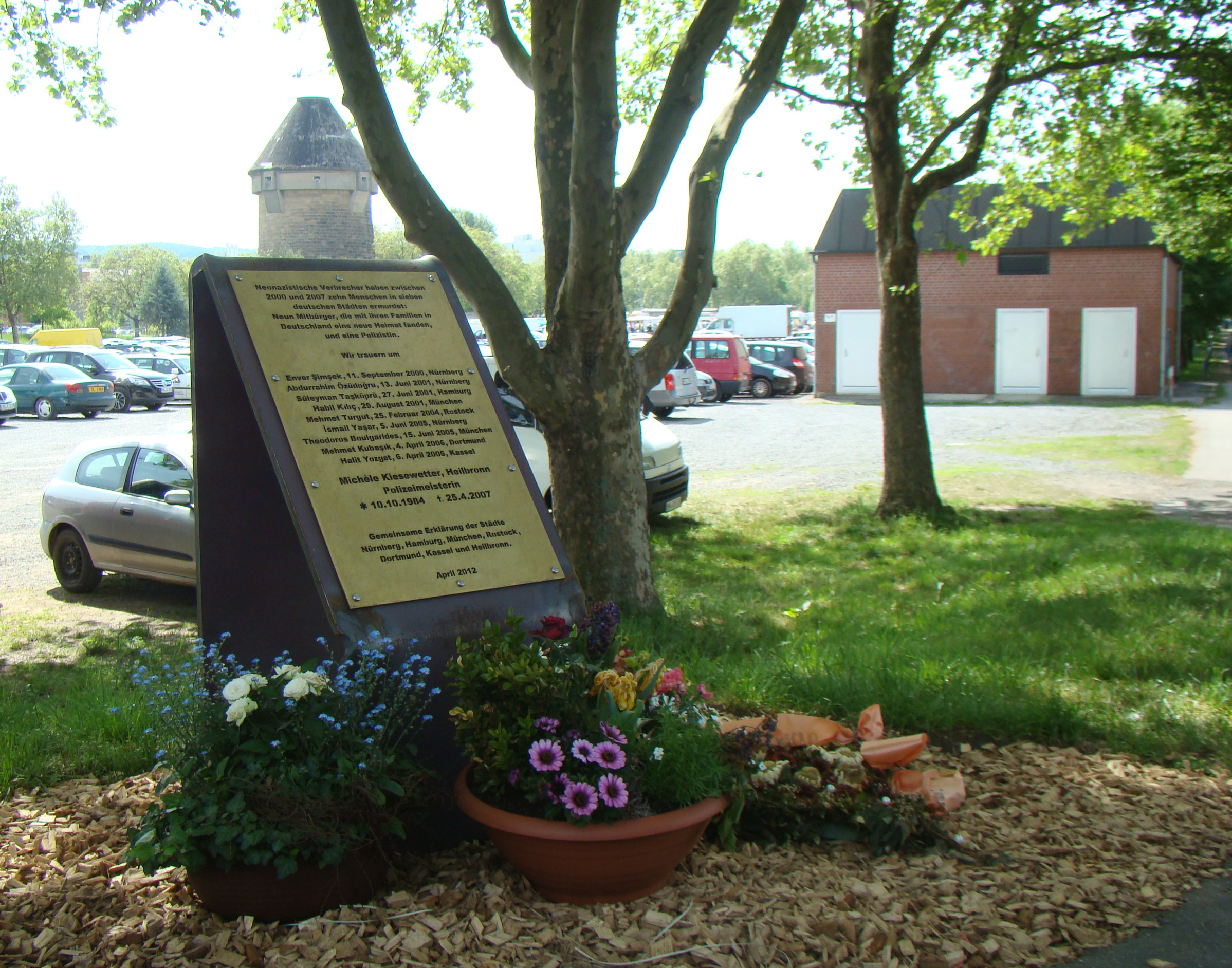
Gedenktafel für die Opfer der neonazistischen Tätergruppe am Tatort in Heilbronn.

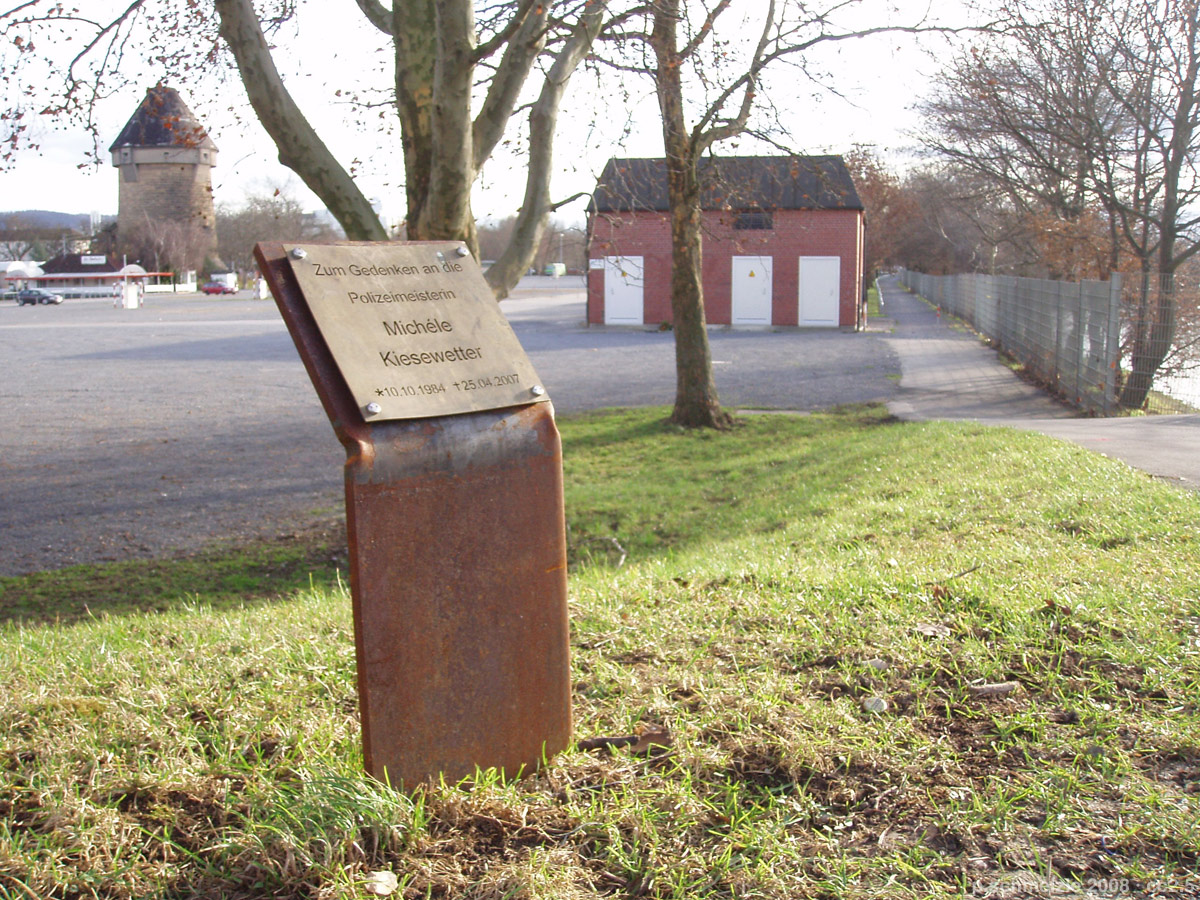
Von 2007 bis 2012 erinnerte an der Stelle der heutigen Gedenktafel diese schlichtere Tafel an die getötete Polizistin Michèle Kiesewetter.

Bei dem Polizistenmord von Heilbronn wurde die Polizeivollzugsbeamtin Michèle Kiesewetter am 25. April 2007 auf der Theresienwiese in Heilbronn mit einem gezielten Kopfschuss getötet, ihr Kollege Martin A. ebenfalls durch einen gezielten Kopfschuss lebensgefährlich verletzt. Der Mordfall wurde zunächst durch die jahrelange Fahndung nach dem Heilbronner Phantom in der Öffentlichkeit bekannt. Seit November 2011 wird das Verbrechen der rechtsterroristischen Gruppe Nationalsozialistischer Untergrund (NSU) zugerechnet. Der Mord ereignete sich ein Jahr nach dem letzten Fall der NSU-Mordserie, bei der der NSU von 2000 bis 2006 in deutschen Großstädten neun Kleinunternehmer rassistisch motiviert ermordete.

## Tathergang
Am 25. April 2007 hatten die beiden Bereitschaftspolizisten ihren Streifenwagen auf der Heilbronner Theresienwiese geparkt, um eine Pause einzulegen. Gegen 14 Uhr hörten Zeugen mehrere Schüsse. Anschließend fanden Polizeibeamte die 22-jährige Michèle Kiesewetter tot und ihren 24-jährigen Kollegen Martin A. schwer verletzt neben dem Wagen. Aus der Tatortanalyse ergab sich die Mutmaßung, dass sich zwei Täter von hinten dem Fahrzeug genähert und den Beamten jeweils in den Kopf geschossen hatten. Da Martin A. im Rückspiegel einen Täter sah, habe er sich zu dem Täter umgedreht und wurde seitlich in den Kopf geschossen. Die Hülsen und Projektilteile ließen Rückschlüsse auf zwei Tatwaffen zu, eine Tokarew TT-33 und eine Radom VIS 35. Die Dienstwaffen vom Typ HK P2000 und Handschellen der Beamten wurden entwendet. Der überlebende Polizist, der mehrere Wochen im Koma lag, hat bis heute einen Teil des Projektils in seinem Kopf. Anhand seiner Erinnerungen wurde eine Phantomzeichnung eines Täters angefertigt. Eine Person, die am Vorabend Michèle Kiesewetter und einen anderen Kollegen angestarrt hatte, ähnelte laut Vernehmung dieses Kollegen dem Phantombild, das nach den Erinnerungen des Martin A. erstellt wurde.

## Ermittlungen bis 2011
Die Ermittlungen wurden zunächst in der Polizeidirektion Heilbronn von der Sonderkommission Parkplatz geführt. Diese wurde am 11. Februar 2009 zwecks personeller Entlastung der Heilbronner Polizei vom Landeskriminalamt Baden-Württemberg teilweise übernommen. Seit dem 11. November 2011 führt die Bundesanwaltschaft wegen des Zusammenhangs mit rechtsterroristischen Taten die Ermittlungen.

### Suche nach dem Heilbronner Phantom
Die von der Spurensicherung am Polizeifahrzeug genommenen Proben enthielten die DNA einer unbekannten Frau; dies galt lange Zeit als der am ehesten erfolgversprechende Ermittlungsansatz. Nachdem diese DNA über Jahre hinweg an mehr als vierzig Tatorten nachgewiesen worden war, waren fünf Sonderkommissionen, sechs Staatsanwaltschaften in drei deutschen Bundesländern und polizeiliche Ermittler in Deutschland, Österreich und Frankreich mit der Aufklärung beschäftigt. Der vermeintlichen Täterin, die man Heilbronner Phantom nannte, wurden sowohl vor als auch nach dem Polizistenmord eine Reihe von unterschiedlichsten Straftaten an verschiedenen Orten in Österreich, Frankreich und Deutschland zugeordnet, was die Ermittlungsbehörden zunehmend an der Brauchbarkeit dieser Spuren zweifeln ließ. Ende März 2009 wurde schließlich bekannt, dass die gefundene DNA aus einer Verunreinigung der für die Spurensicherung verwendeten Wattestäbchen herrührte; die DNA stammt von einer Verpackungsmitarbeiterin eines an der Herstellung beteiligten Unternehmens. Daraufhin musste dieser Ermittlungsansatz fallen gelassen werden.

### Ergebnislose Ermittlungen
Das ab 2009 zuständige LKA berichtete im selben Jahr nach Zeugenbefragungen und Ermittlungen, dass bis zu sechs Personen an der Tat beteiligt gewesen sein könnten. Die Personen wurden wenige Minuten nach der Tat von den Zeugen gesehen. Außerdem ließ das LKA 14 Phantombilder anfertigen, von denen 3 für eine Veröffentlichung vorgesehen waren.  Ein gerichtlicher Antrag auf Veröffentlichung wurde durch die damals zuständige Heilbronner Staatsanwaltschaft mit der Begründung abgelehnt, aufgrund des Inhalts der einzelnen Zeugenaussagen seien die für eine Veröffentlichung erforderlichen gesetzlichen Voraussetzungen nicht erfüllt. Durch das NSU-Ermittlungsverfahren verschob sich die Zuständigkeit zum Generalbundesanwalt, der die zugehörigen Zeugenaussagen ebenfalls nicht als glaubwürdig einstufte. Eine Übereinstimmung der Phantombilder und der möglichen Täter des Nationalsozialistischen Untergrunds sei nicht gegeben gewesen.
Lange Zeit fahndete man unter Sinti und Roma nach den Tätern, die sich am Tag der Tat als Landfahrer in der Nähe aufgehalten hatten. Im Mai 2012 bedauerte der Chef des Bundeskriminalamts Jörg Ziercke gegenüber dem Zentralrat Deutscher Sinti und Roma die – nach seinen Angaben von den Medien verschuldeten – öffentlichen Falschverdächtigungen. Während der Ermittlungen wurde bei einem Verdächtigen ein Lügendetektortest durchgeführt. Die Psychologen hielten daran fest, dass der Mann „ein typischer Vertreter seiner Ethnie“ sei, was bedeute, dass „die Lüge ein wesentlicher Bestandteil seiner Sozialisation“ sei. Der Zentralrat Deutscher Sinti und Roma warf den Fahndern daraufhin vor, nach rassistischen Vorurteilen ermittelt zu haben, und erstattete im Februar 2014 Anzeige gegen die baden-württembergischen Polizeimitarbeiter.
Durch einen Informanten mit Decknamen „Krokus“ soll das baden-württembergische Landesamt für Verfassungsschutz Hinweise auf rechtsextreme Gewalttäter erhalten haben. Demnach hätten Rechtsextremisten versucht, den Gesundheitszustand des schwer verletzten Polizisten herauszufinden.

## Nach Aufdeckung des NSU: Fund der Dienstwaffen und weitere Hinweise
Die ins Stocken geratenen Ermittlungen kamen durch den Fund der gestohlenen Dienstwaffen der ermordeten Polizistin und ihres verletzten Kollegen am 4. November 2011 in Eisenach wieder in Gang. Die Waffen wurden neben den Leichen der mutmaßlichen Täter eines Banküberfalls in deren Wohnmobil gefunden; es handelte sich um zwei dem Thüringer Heimatschutz zugerechnete Rechtsextremisten, Uwe Mundlos und Uwe Böhnhardt. In die Spurensicherung im noch am selben Abend abtransportierten Wohnmobil wurde – nach dem Fund der Dienstwaffen durch das LKA Thüringen – am darauffolgenden Tag auch die SoKo Parkplatz einbezogen.
Am 8. November 2011 wurde eine weitere Verdächtige festgenommen, Beate Zschäpe, die kurz nach dem Banküberfall am selben Tag in Zwickau die Wohnung in Brand gesetzt haben soll, in der sie mit den beiden mutmaßlichen Bankräubern lebte. In dieser Wohnung wurden die beiden möglichen Tatwaffen gefunden, eine Tokarew TT-33 und eine Radom. Auch Ausschnitte eines Videos auf einer ebenfalls in der zerstörten Wohnung sichergestellten DVD bringen die Gruppe mit diesem Mord in Verbindung.
Ohne Quellennennung berichtete der Spiegel im August 2012, das Bundeskriminalamt habe auf einer in der Wohnung des NSU in Zwickau sichergestellten Jogginghose Blutspuren nachgewiesen, die durch einen DNA-Vergleich eindeutig Kiesewetter zugeordnet werden konnten. Im September 2012 teilte der zur Aufklärung der Neonazi-Morde eingerichtete erste NSU-Untersuchungsausschuss des Bundestags mit, dass bislang kein Motiv für den Mord an Kiesewetter ermittelt werden konnte. Auch wurde (neben der fehlerhaften DNA-Spur des Heilbronner Phantoms) eine unbekannte DNA-Spur am Rücken von Martin A. gefunden, die nicht von den Verdächtigen stammt.

## Hintergründe
Obwohl die Mordwaffen bei Ermittlungen zum rechtsextremen Nationalsozialistischen Untergrund gefunden wurden, bleibt das Tatmotiv, anders als bei den Morden an neun Kleinunternehmern, die mutmaßlich von denselben Tätern in den Jahren 2000 bis 2006 begangen wurden, offen. Im Dezember 2011 gab das Bundeskriminalamt bekannt, dass die Ermittler nach Auswertung einer sichergestellten Festplatte nunmehr von Waffenbeschaffung als Motiv ausgingen und eine Beziehungstat ausschlössen.
Am Bahnhof war kurz vor der Tatzeit laut einem Bericht des Magazins Focus möglicherweise auch Beate Zschäpe, einem nicht eindeutigen Überwachungsvideo zufolge in Begleitung eines fast glatzköpfigen Mannes. Zeugenaussagen zufolge könnte Zschäpe – bzw. eine Frau mit Kopftuch in Begleitung zweier Männer – anschließend in etwa zur Tatzeit am Tatort gewesen sein.
Als der Präsident des Bundeskriminalamtes Jörg Ziercke 2011 vor einem Bundestags-Ausschuss den Verdacht äußerte, Kiesewetter und Uwe Böhnhardt könnten bekannt oder befreundet gewesen sein, widersprach der Bürgermeister von Oberweißbach Jens Ungelenk in einem offenen Brief.
Im September 2012 wurde bekannt, dass eine Thüringer Polizistin, die Aktivitäten von Neonazis gedeckt bzw. unterstützt hatte, Kiesewetter kannte. Zudem war diese mit Kiesewetters Patenonkel, ebenfalls Polizist, befreundet. Dieser wiederum hatte acht Tage nach dem Mord an seinem Patenkind geäußert, dass die Tat seiner Meinung nach im Zusammenhang mit den bundesweiten „Türkenmorden“ stehe. Wie die Aussage des Patenonkels zu gewichten ist, aus welchem Wissen er den Zusammenhang schon zu diesem frühen Zeitpunkt vermutete und ob die direkten und indirekten Bekanntschaften Kiesewetters in die rechtsextreme Szene in Zusammenhang mit der Tat stehen, bleibt unklar. Im März 2014 sagte die Polizistin vor dem Thüringer NSU-Untersuchungsausschuss aus, dass sie bedroht worden sei. Unter anderem hätten zwei Männer sie zu Hause aufgesucht und ihr „geraten“, sich „an bestimmte Dinge“ im Zusammenhang mit dem Heilbronner Polizistenmord nicht zu erinnern.
Ein weiterer möglicher Bezug des Mordfalls auf die Terrorgruppe wurde im April 2017 durch eine ARD-Dokumentation öffentlich gemacht. Darin wurden Filmaufnahmen von der Kranzniederlegung am 27. April 2007, zwei Tage nach der Tat,  gezeigt, die ein Graffito an der Wand des unmittelbar am Tatort befindlichen Trafohäuschens der Heilbronner Theresienwiese offenbar mit den Buchstaben „NSU“ zeigen. Dies war den Ermittlungsbehörden zuvor entgangen; die zuständige Bundesanwaltschaft gab im Mai 2017 bekannt, kriminalistisch keine Verbindung zum NSU zu sehen. Mitglieder der NSU-Untersuchungsausschüsse des Bundestages und des baden-württembergischen Landtages sahen das bisherige Versäumnis als Hinweis auf eine mögliche weitere Ermittlungspanne und forderten, Fotos auch weiterer NSU-Tatorte und weitere Fotos des Tatorts Theresienwiese nochmals auszuwerten.
Mehrere Zeugen, die sich teilweise erst Jahre nach der Tat bei der Polizei meldeten, erklärten unabhängig voneinander, sie hätten unmittelbar nach dem Zeitpunkt der Erschießung Kiesewetters mehrere blutverschmierte Personen im Umfeld der Theresienwiese wahrgenommen, von denen einige sich fluchtartig entfernten. Darauf gründeten verschiedene Experten ihre Vermutung, dass der NSU aus mehr als drei Leuten bestehe. Auch der zweite NSU-Ausschuss des Bundestages formulierte daher ernste Zweifel an der Alleintäterschaft Mundlos’ und Böhnhardts.

## Strafverfahren und Untersuchungsausschüsse
Der Polizistenmord wurde auch im Prozess gegen Zschäpe und vier NSU-Unterstützer vor dem Oberlandesgericht München behandelt, zum ersten Mal im Januar 2014. Mehrere damals ermittelnde Polizisten und Kiesewetters Kollege Martin A. wurden geladen. Seine Erinnerungen an den Tattag sind nach der erlittenen Verletzung lückenhaft. Die Bundesanwaltschaft geht davon aus, dass Kiesewetter „keine Kontakte in die rechte Szene“ hatte und beide Polizisten Zufallsopfer waren, die den vom NSU gehassten Staat repräsentierten. Zwei Bereitschaftspolizisten in Kiesewetters Einheit waren bis 2002 Mitglieder der Anfang der 2000er Jahre in Schwäbisch Hall bestehenden Ku-Klux-Klan-Sektion European White Knights of the Ku Klux Klan (EWK KKK). Dem EWK KKK hatte auch der V-Mann Thomas Richter (Deckname „Corelli“) angehört, der sich seit 1995 im Umfeld des NSU-Kerntrios bewegt hatte und unter anderem auf einer Adressliste steht, die Anfang 1998 in der von den NSU-Terroristen als Bombenwerkstatt genutzten Garage in Jena gefunden wurde. Die Nebenklagevertreter zweifelten an der Gründlichkeit der Ermittlungen des Bundeskriminalamts. Ebenfalls war der Vorgesetzte von Kiesewetter Mitbegründer des Vereins Uniter und wurde vom NSU-Untersuchungsausschuss des thüringischen Landtags vernommen.
Am 9. Dezember 2015 erklärte Beate Zschäpe bei ihrer vorgelesenen Aussage im NSU-Prozess, Uwe Mundlos und Uwe Böhnhardt hätten ihr gegenüber erklärt, den Mord an Kiesewetter begangen zu haben, um an die Dienstpistolen der Polizeimeisterin und ihres Kollegen zu kommen, da ihre eigenen Waffen Ladehemmungen gehabt hätten. An ihrer Aussage wurden deutliche Zweifel geäußert. Zschäpe ergänzte ihre Aussage auf Nachfrage des Vorsitzenden Richters Manfred Götzl im Januar 2016, sie „glaube, dass sie mich über das tatsächliche Motiv angelogen haben“.
Im Juli 2018 wurde Zschäpe unter anderem wegen Mittäterschaft am Heilbronner Mord zu lebenslanger Freiheitsstrafe verurteilt und die besondere Schwere ihrer Schuld festgestellt. Bei den vier angeklagten Unterstützern wurde kein Zusammenhang mit dem Heilbronner Mord festgestellt.
Der Landtag von Baden-Württemberg begann eine Aufarbeitung des Heilbronner Mordfalls mit der Einsetzung einer Enquete-Kommission Rechtsextremismus am 30. April 2014, die nach wenigen Sitzungen unterbrochen und für die Zeit des Untersuchungsausschusses ausgesetzt wurden; die Kommissionsarbeit wurde danach nicht wieder aufgenommen.
Am 5. November 2014 setzte der Landtag von Baden-Württemberg den Untersuchungsausschuss „Die Aufarbeitung der Kontakte und Aktivitäten des Nationalsozialistischen Untergrunds (NSU) in Baden-Württemberg und die Umstände der Ermordung der Polizeibeamtin M. K.“ ein. Der Ausschuss sollte „aufklären, in welcher Weise die Justiz- und Sicherheitsbehörden in Baden-Württemberg bei der Aufklärung des Mordes an der Polizistin M. K. in Heilbronn, des Mordversuchs an ihrem Kollegen sowie der Mordserie des NSU mit Bundes- und anderen Länderbehörden zusammengearbeitet haben.“ Verschiedene geladene Sachverständige, darunter die ehemaligen Obleute Clemens Binninger und Eva Högl des ersten Bundestags-NSU-Untersuchungsausschusses und die Journalisten Stefan Aust und Dirk Laabs, äußerten vor dem Ausschuss Zweifel an der These der Bundesanwaltschaft, die Polizisten seien Zufallsopfer gewesen. Einer LKA-Beamtin zufolge, die im baden-württembergischen NSU-Untersuchungsausschuss befragt wurde, bedeutete die Festlegung auf die Täterschaft Uwe Böhnhardts und Uwe Mundlos’, dass Spuren, die in eine andere Richtung deuteten, bedeutungslos wurden, wie sie am Beispiel der Phantombilder schilderte.
Der Untersuchungsausschuss beschäftigte sich ausführlich mit folgenden Themen bei insgesamt 20 Fragestellungen:
- „Polizistenmord in Heilbronn“
- „Mitgliedschaft von Polizisten im Ku Klux Klan“
- „Todesfall Florian H.“

Der Abschlussbericht mit knapp 1000 Seiten Umfang wurde am 18. Februar 2016 im Stuttgarter Landtag vorgestellt und diskutiert. Der Ausschuss-Vorsitzende Wolfgang Drexler hob von den Beschlussempfehlungen des Berichts – darunter die Einsetzung eines fortsetzenden Untersuchungsausschusses in der folgenden Legislaturperiode – hervor, dass „Erkenntnissperren und zu frühes Festlegen auf einzelne Ermittlungsansätze“ verhindert werden müssten. Der Landtag nahm die Beschlussempfehlungen des Untersuchungsausschusses einstimmig an.
Auch im zweiten NSU-Untersuchungsausschuss des Landtages, der am 20. Juli 2016 eingesetzt worden war, wurde weiteren Hinweisen auf bisher nicht ausgewertete Spuren nachgegangen. Im Juni 2018 sagte dort eine Zeugin aus, ein Islamist habe sich am Tattag auf der Theresienwiese aufgehalten.

## Gedenken
Im April 2007 gedachten etwa 2000 Polizeibeamte der mit 22 Jahren erschossenen Polizeibeamtin Michèle Kiesewetter in einem Trauerzug in Böblingen. Sie wurde am 2. Mai 2007 in Anwesenheit von rund 1300 Trauergästen und unter Anteilnahme der Öffentlichkeit in ihrem thüringischen Heimatort Oberweißbach beigesetzt. Der damalige Polizeipräsident Baden-Württembergs Erwin Hetger bezeichnete in seiner Trauerrede die „skrupellose Tat“ als eine „neue Qualität von Gewalt, die wir uns so nicht vorstellen konnten“.
In Heilbronn erinnert eine Gedenktafel am Tatort an die ermordete Polizistin und an die weiteren Mordopfer derselben Tätergruppe. Die Polizistin selbst bevorzugte die ungewöhnliche Schreibweise ihres Vornamens mit dem Akut-Akzentzeichen, Michéle, allgemein wird ihr Name heute mit dem Gravis-Akzentzeichen geschrieben, Michèle, so auch auf ihrem Grabstein in Oberweißbach und auf der 2012 erneuerten Gedenktafel in Heilbronn. Ebenso findet man den Namen der Polizistin auf einer Stele zur Erinnerung an die Mordopfer an der Straße der Menschenrechte in Nürnberg.
Der Mord an Michèle Kiesewetter ist Thema einer Dokumentation der ARD, die zum 10. Todestag erstmals ausgestrahlt wurde. Der Fernsehfilm Die Nichte des Polizisten ist eine Adaption der Geschehnisse.